# Edvard Isto

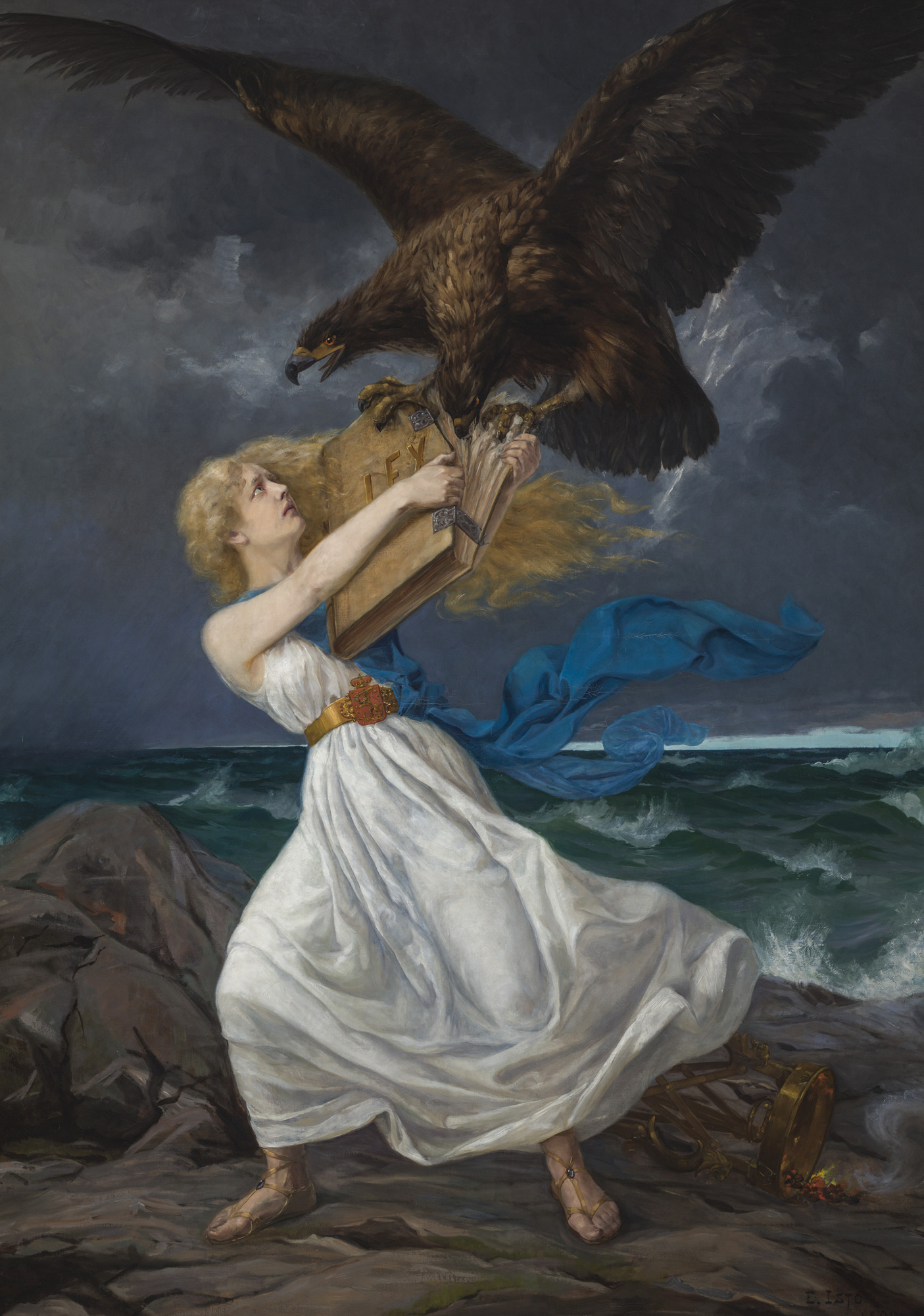
Edvard Isto fick idén till sin berömda målning "Anfall" i Berlin efter februarimanifestet 1899 och fullbordade den i Finland. Det tekniska utförandet föll dock inte samtidens kritiker i smaken.

Edvard (Eetu) Isto, född 28 november 1865 i Nedertorneå, död 14 oktober 1905 i Helsingfors, var en finländsk målare. 
Isto studerade 1888 och 1890-93 vid Centralskolan för konstflit och vistades därefter ett par gånger i Berlin. Isto är framför allt känd för målningen Anfall från 1899, där en dubbelörn symboliserande Tsarryssland försöker slita lagen ur händerna på Suomijungfrun. Bilden reproducerades i olika format och spreds illegalt i tiotusentals exemplar. Inkomsterna kom dock inte Isto till del, som levde i armod.